# Michèle Magema
Michèle Magema,  née en 1977 à Kinshasa en république démocratique du Congo, est une artiste franco-congolaise.
Son travail artistique mêle performance, vidéo, dessins photographie et installations. Elle est l'une des premières femmes artistes congolaises de sa génération à avoir une carrière internationale.    

## Biographie

### Jeunesse et études
Michèle Magema est née en 1977 à Kinshasa au Zaïre. Elle s'installe à Paris en 1984 avec sa famille, pour y rejoindre son père, alors réfugié politique.
En 2002, elle obtient son DNSEP à l’École nationale supérieure d'arts de Paris-Cergy. Après avoir obtenu son diplôme, elle est sélectionnée pour effectuer une résidence post-diplôme à la Kaywon University de Séoul en Corée du Sud. Sa pratique artistique mêle vidéo, performance, photographie, installation et dessin.

### Carrière artistique
Elle commence sa carrière comme peintre, puis elle passe rapidement à des médiums tels que la vidéo, la performance et la photographie. Le travail de Michèle Magema a été exposé dans plusieurs pays d’Europe, d'Afrique et aux États-Unis. Ses premières expositions en 2003 se font à Bruxelles à l'Espace Camouflage puis à Bamako lors des rencontres de la photographie africaine.   L'une de ses œuvres les plus connues est Oyé Oyé pour laquelle elle a été primée à la Biennale de Dak'Art en 2004. Dans cette œuvre, deux vidéos sont projetées face à face : dans l'une, un corps de femme tronqué défile dans un uniforme bleu et blanc tel qu'imposé dans sa jeunesse par le régime dictatorial de l'ex-président Mobutu Sese Seko. Dans l'autre des images d'archives télévisuelles montrent les mises en scènes orchestrées par le président Mobutu Sese Seko,. Cette même année , l'artiste expose individuellement pour la première fois en 2004 à la Kunstraum Innsbruck. Elle participe ensuite à l'exposition Africa Remix en 2005, au Centre Georges-Pompidou à Paris, puis en 2007, à la National Art Gallery à Johannesburg (Afrique du Sud). Son travail est ensuite exposé dans l'exposition Global Feminisms, au Brooklyn Museum. Toujours en 2007 elle présente le projet  Overseas Stories à l'Espace Doual’art au Cameroun pour sa première participation au SUD. En 2009, elle effectue une résidences d'artistes, à la Cité internationale des arts .  
En 2011, elle collabore brièvement avec Jean -Marc Patras qui présente son travail dans une exposition individuelle: Michèle Magema the triptych.  En 2014 la galerie Saro Léon située à Las Palmas présente son travail et continue à la suivre depuis . En 2015 elle est invitée à la  4e Biennale de Lubumbashi en RDC. C'est le premier retour de l'artiste depuis son départ en 1984. Elle réalise une œuvre majeure dans son parcours , qui fera l'objet d'une acquisition par le MRAC.
Michèle Magema a continuer à exposer à la Kunsthaus Dresden, Tuebingen, Kunsthaus Graz , et Noyes Museum aux États-Unis. Elle a collaboré avec des commissaires d'exposition tel que Simon Njami, Bonaventure Soh Bejeng Ndikung, Maura Reilly, Christine Kim (en), Céile bourne Farell Julie Crenn, Annabelle Ténèze, etc.

## Prix et distinctions
- 2004 : premier prix (Prix du président de la république) - 6e Biennale de Dakar (Sénégal)[9]
- 2014 : prix IFAA – Yango Biennale/ Kinshasa – RDC.
- 2020-2021 : Etant Donnés Contemporary Art Grantees – Solo Show curatrice Mary Magsamen.

## Collections
- Musée Rietberg / Suisse.
- MRAC / Belgique.
- Collections privées / France - îles Canaries - Espagne - Belgique.
- Fondation Sindika Dokolo / Angola.
- Fondation Attijariwafa Banque / Maroc.
- Artothèque de Villeurbanne / France.
- Fonds départemental d'art contemporain de l'Essonne